# Weil ich dich liebe … (1970)
Weil ich dich liebe … ist ein DEFA-Spielfilm aus dem Jahre 1970 des Drehbuchautors Helmut Brandis, der hier seine einzige Langfilm-Regie führte. Ihm zur Seite wurde der Nachwuchsregisseur Hans Kratzert gestellt.

## Handlung
Die DDR in der ausgehenden Ulbricht-Ära: Im Rahmen eines Forschungsauftrags wird der erfahrene Veterinärmediziner Dr. Gerd Thiessen auf ein volkseigenes Gut entsandt. Eva Thiessen, seine Frau, hat bereits ihre Arbeit aufgegeben, um ihren Mann begleiten zu können. Thiessen bringt eine Menge Ideen und Verbesserungsvorschläge mit, die jedoch längst nicht bei allen auf Gegenliebe stoßen. Lediglich die im Nachbarort wirkende Tierärztin Dr. Sabine Ladenbach ist von seinen Ideen angetan und schlägt sich rasch auf seine Seite. Die junge Frau ist sehr versiert und vertritt selbstbewusst ihre Überzeugungen.
Bald entwickelt sich aus der dienstlichen Kooperation der beiden ein intimes Verhältnis. Gerds Ehefrau Eva bleibt diese Veränderung nicht unbemerkt, und sie beginnt auf ihre Weise um ihren Gatten zu kämpfen. Sie lässt sich vollkommen auf ihr neues Lebens- und Arbeitsumfeld ein und engagiert sich auch in den Aufgabenfeldern ihres Mannes, um sooft wie möglich ihm nahe zu sein. Dies hinterlässt auch bei Gerd Thiessen mächtig Eindruck. Er entdeckt seine Frau neu und weiß nun, dass nur sie die Frau seines Lebens sein kann. Außerdem – es handelt sich um eine DEFA-Produktion – wird noch die sozialistische Botschaft mitgegeben, dass der Einzelne nichts und das Kollektiv alles gilt.

## Produktion und Veröffentlichung
Weil ich dich liebe … entstand unter dem Arbeitstitel Morgen ist schon heute und wurde am 9. September 1970 in Neubrandenburg uraufgeführt. Dieser auf ORWO-Color gedrehte Film hatte seine festliche Premiere zum Kinostart am 18. September 1970 im Ostberliner Kino International. Im Deutschen Fernsehfunk wurde der Film das erste Mal am 29. Januar 1972 im 2. Programm ausgestrahlt.

## Kritiken
„Die Diskussion um die Arbeitsorganisation in den Ställen wird äußerst instruktiv – und zum Teil mit Witz – geführt. Allerdings gerät man in die Gefilde des populärwissenschaftlichen Films. Überzeugenden Aufnahmen vom Rinderauftrieb, die Sinn für realistische Gestaltung verraten … stehen Aufnahmen von dem nach altem Klischee zwischen Bäumen Haschmich spielenden noch jungverliebtem Ehepaar entgegen.“

„Der Gegenstand der spärlichen Handlung dürfte hochinteressant sein; das wäre ein Stoff für einen scharfäugigen Dokumentaristen. Hier gibt es eine auffallend langweilige Dreiecksgeschichte, die aufhört, ehe sie noch richtig angefangen hat ...“

Im Lexikon des internationalen Films heißt es: „Aktuelle Bezüge in einem Film mit veralteten Klischeevorstellungen und von beachtlicher Langeweile.“